# Elisa McCausland
Elisa McCausland (Madrid, 29 de setembre de 1983) és una periodista, crítica i investigadora espanyola especialitzada en cultura popular i feminisme. Al novembre de 2018, va rebre el premi Ignotus en la categoria d'assaig pel seu llibre Wonder Woman: El feminisme com superpoder.

## Trajectòria
Llicenciada en Ciències de la Informació per la Universitat Complutense de Madrid (UCM) el 2006, McCausland segueix vinculada a el món de l'acadèmia com a investigadora i on està desenvolupant la seva tesi doctoral al voltant de l'arquetip de la superheroïna.
Com a redactora, escriu sobre còmic des de 2013 al diari Diagonal (actualment El Salto). El 2014 va començar a col·laborar també amb la revista digital CuCo Cuadernos de Cómic així com amb Pikara Magazine i, un any després, el 2015, amb Caní. També ha col·laborat de manera puntual amb eldiario.es, Rockdelux, Jot Down, Caiman, Cuadernos de Cine o Dirigido por entre altres publicacions.
McCausland també treballa dins del món de la ràdio i el podcàsting. Des de 2013, com a part del col·lectiu Sangre Fucsia, col·labora en la seva fanzine sonora feminista on participa parlant de còmic i feminisme. Des 2014, col·labora en el podcast Rock & Comics amb la secció "Transmutaciones Postheroicas", on aborda el potencial subversiu de la superheroïna, A més, dirigeix i condueix el programa mensual Isla Paraíso per la ràdio en línia de El Estado Mental des 2015.
En 2014, va fundar al costat de la il·lustradora Carla Berrocal, la historietista Ana Miralles i l'autora Marika Vila el Col·lectiu de Autoras de Cómic (AC) per lluitar per la igualtat i contra el sexisme en el món de la vinyeta. Com a part de la lluita d'aquesta organització per la visibilització d'autores de còmic, al novembre de 2016, McCausland comissariar al costat de Carla Berrocal l'exposició Presentes: Autoras de cómic de ayer y de hoy. El projecte, que va comptar amb el suport de l'Agència Espanyola de Cooperació Internacional per al Desenvolupament (AECID), va publicar a més un llibre amb les biografies de 52 autores de còmic espanyoles oblidades per la història.
El seu assaig Wonder Woman: El feminismo como superpoder (2017) va tenir un gran impacte des del moment del seu llançament i va rebre molt bones crítiques. Així, al setembre de 2018, va rebre el premi de la crítica a la Millor Obra Teòrica a les Jornades del Còmic d'Avilés que organitza la revista d'informació sobre còmic Dolmen. I, al novembre de el mateix any, l'Associació Espanyola de Fantasia, Ciència Ficció i Terror (AEFCFT) va concedir a McCausland el premi Ignotus en la categoria d'assaig.
El 2019 va publicar al costat de Diego Salgado Supernoves. Una historia feminista de la ciencia ficción audiovisual, un recorregut amb perspectiva de gènere a través de la història de l'audiovisual fantàstic.

## Obra
- 2019 – Supernovas. Una historia feminista de la ciencia ficción audiovisual. Errata Naturae. ISBN 9788417800338
- 2017 – Wonder Woman: El feminismo como superpoder. Errata Naturae. ISBN 9788416544431.
- 2015 – Yo soy más de series. Libro colectivo. Esdrújula Ediciones. ISBN 978-84-16485-24-6.[7]
- 2014 – Los héroes están muertos: Heroísmo y villanía en la televisión del nuevo milenio. Libro colectivo. Dolmen Editorial. ISBN 978-84-15932-42-0.[8]
- 2013 – Batman desde la periferia. Libro colectivo. Alpha Decay. ISBN 978-84-92837-59-5.[9]
- 2013 – Watchmen: Radiografías de una explosión. Libro colectivo. Modernito books. ISBN 9788493950262.[10]
- 2013 – Los Vengadores: Poder Absoluto. Libro colectivo. Dolmen Editorial. ISBN 9788415296775.[11]